# Прорицатели, или Полиид
«Прорицатели, или Полиид» — трагедия древнегреческого драматурга Софокла (V век до н. э.) на тему критских мифов, от текста которой сохранились только отдельные фрагменты.
Главный герой пьесы — прорицатель Полиид, который смог найти утонувшего в бочке с мёдом критского царевича Главка, а потом оживить его. Царь Минос щедро наградил Полиида. Неясно, где именно Софокл нашёл трагический конфликт в этом сюжете. В одном из сохранившихся обрывков текста Минос разгадывает загадку Аполлона о существе, трижды меняющем свой цвет; в другом предположительно речь идёт о подготовке Полиида к гаданиям.